# Górzystów-Hütte
Die Górzystów-Hütte (polnisch Chatka Górzystów) liegt auf einer Höhe von 840 m n.p.m. in Polen im Isergebirge, einem Gebirgszug der Sudeten, auf der Hala Izerska (Große Iserwiese) in der Wüstung Wielka Izera.
Die Hütte wurde 1938 als neue Schule des Dorfes Groß-Iser errichtet. Sie wird privat betrieben. Die Hütte ist über mehrere markierte Wanderwege erreichbar. Touren sind möglich zum Gipfel Wysoka Kopa (1126 m).